# Хоругва
Хору̀гва, също лития, е църковно знаме, използвано в източноправославните и източнокатолическите църкви.
Представлява продълговато парче плат с изписана или избродирана икона от двете страни и разрязан на три части долен край. Украсява се с бродерии, ширити и ресни. Хоругвата се прикрепя на дълъг дървен прът, завършващ с кръст на края. Носи се по време на религиозни шествия или се поставя в църквата, обикновено до колона.
Хоругвите напомнят на християните за победата на Иисус Христос над ада, дявола и смъртта. Вярващите смятат, че под защитата на тези знамена за тях не е страшен никакъв враг.

## На други езици
Думата е (почти) идентична на другите славянски езици, в които се употребява:
- на църковнославянски: хорѫгꙑ;
- на руски: хоругвь;
- на украински и сръбски: хоругва;
- на полски: chorągiew;
- на,румънски: prapur;
- на фински: kirkkolippu.